# Магнитная обсерватория

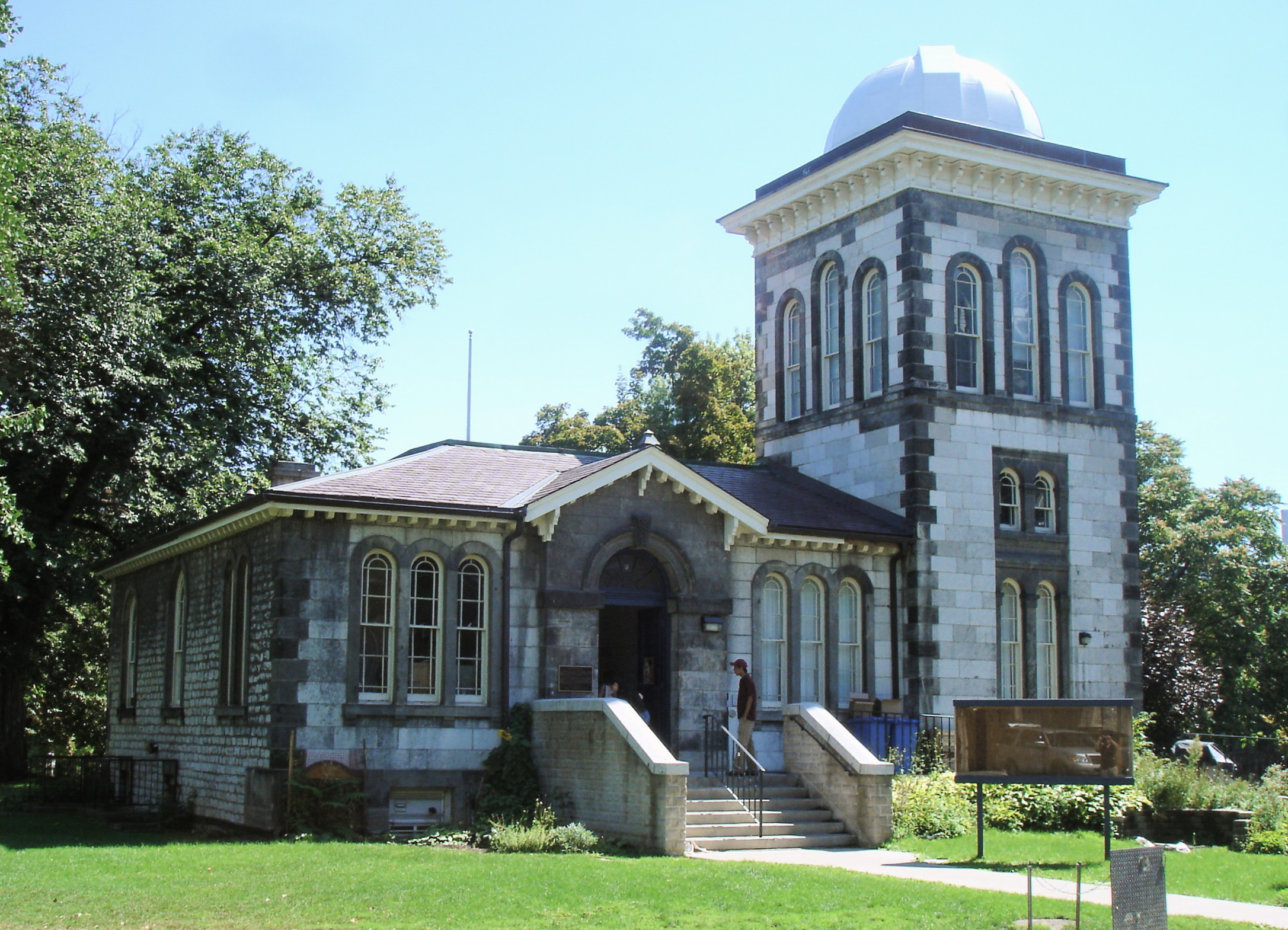
при университете Торонто

Магни́тная обсервато́рия — научно-исследовательское учреждение, в которых осуществляется непрерывная регистрация временны́х изменений магнитного поля Земли.
Магнитные обсерватории осуществляют также поверку полевых магнитометров, применяемых для разведки полезных ископаемых. Изменения магнитного поля регистрируются при помощи самопишущих приборов, которые дают непрерывную запись вариаций в виде кривых на фотоленте. Магнитные обсерватории размещаются вдали от городов, электрифицированных железных дорог и крупных промышленных предприятий. Некоторые из них входят в состав комплексных магнитно-ионосферных станций.
В России первая магнитная обсерватория была создана в 1824 году в Казани А. Я. Купфером, в 1830 году он построил обсерваторию в Санкт-Петербурге (они были первыми в Европе). Позднее магнитные обсерватории были созданы в Томске, Екатеринбурге, Иркутске, Якутске, Владивостоке, Барнауле, Нерчинске, Южно-Сахалинске. В 1924 году первая в мире полярная магнитная обсерватория была открыта в проливе Маточкин Шар на Новой Земле.
Первая магнитная обсерватория в Германии была создана в 1835 году немецким математиком Карлом Гауссом в Гёттингене.
В настоящее время насчитывается около 200 постоянно действующих магнитных обсерваторий. Они есть, в частности в Вене, Нанте, Гонолулу, Пекине, Стамбуле, Киеве, Тбилиси, на станциях Восток и Мирный в Антарктиде.